# قاذفة ألغام

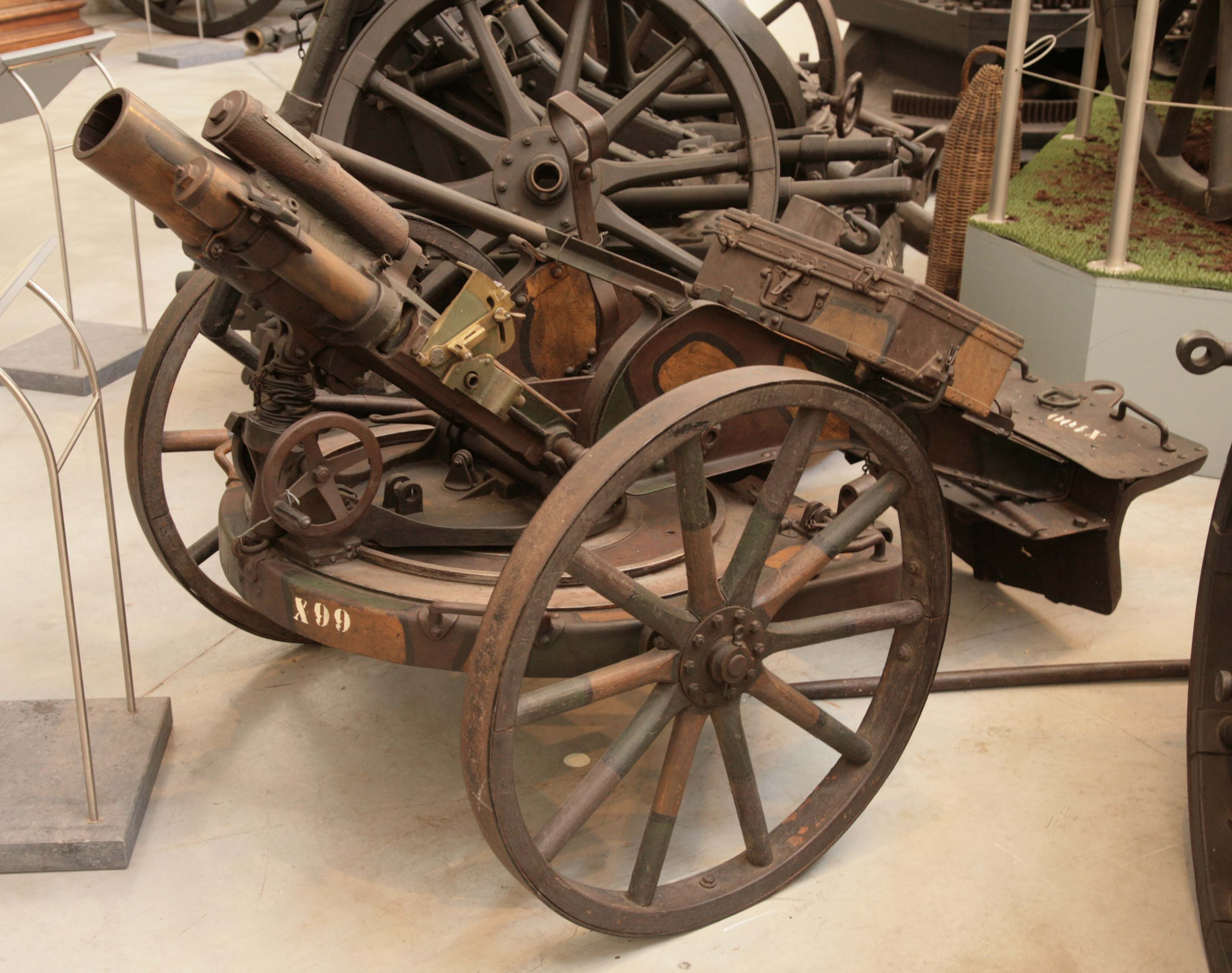
قاذفة لغم ألمانية مقاس 7.5 سم من الحرب العالمية الأولى

قاذفة ألغام (بالألمانية: Minenwerfer) هي قاذفة ألغام ألمانية من فئة من قذائف الهاون قصيرة المدى استُخدمت على نطاق واسع خلال الحرب العالمية الأولى من قبل الجيش الإمبراطوري الألماني.